# Tabarnaš I.
Tabarnaš (přibližně 1670–1650 př. n. l.) byl velký dobyvatel a nástupce krále Annitaše a úspěšný rozšiřovatel chetitské říše. Jeho jméno se stalo čestným přídomkem žijících chetitských králů, v nichž starý a mocný Tabarnaš vždy ožíval. Rozšířil svou vláda až k jižnímu moři, kde se zmocnil Arzavy (západní Kilíkie a sousedních zemí) a ostrova Vilusa-Ellaiussa. Ačkoli byl Tabarnaš tak velkým králem, že jeho jméno se stalo titulem, neměl neomezenou moc. Po jeho smrti nastoupil na chetitský královský trůn jeho syn Chattušiliš I.